# Alcis vicina
Alcis vicina là một loài bướm đêm trong họ Geometridae.